# Hellebaard

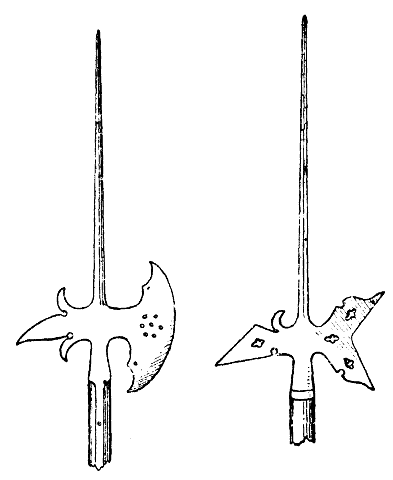
Zweedse hellebaarden

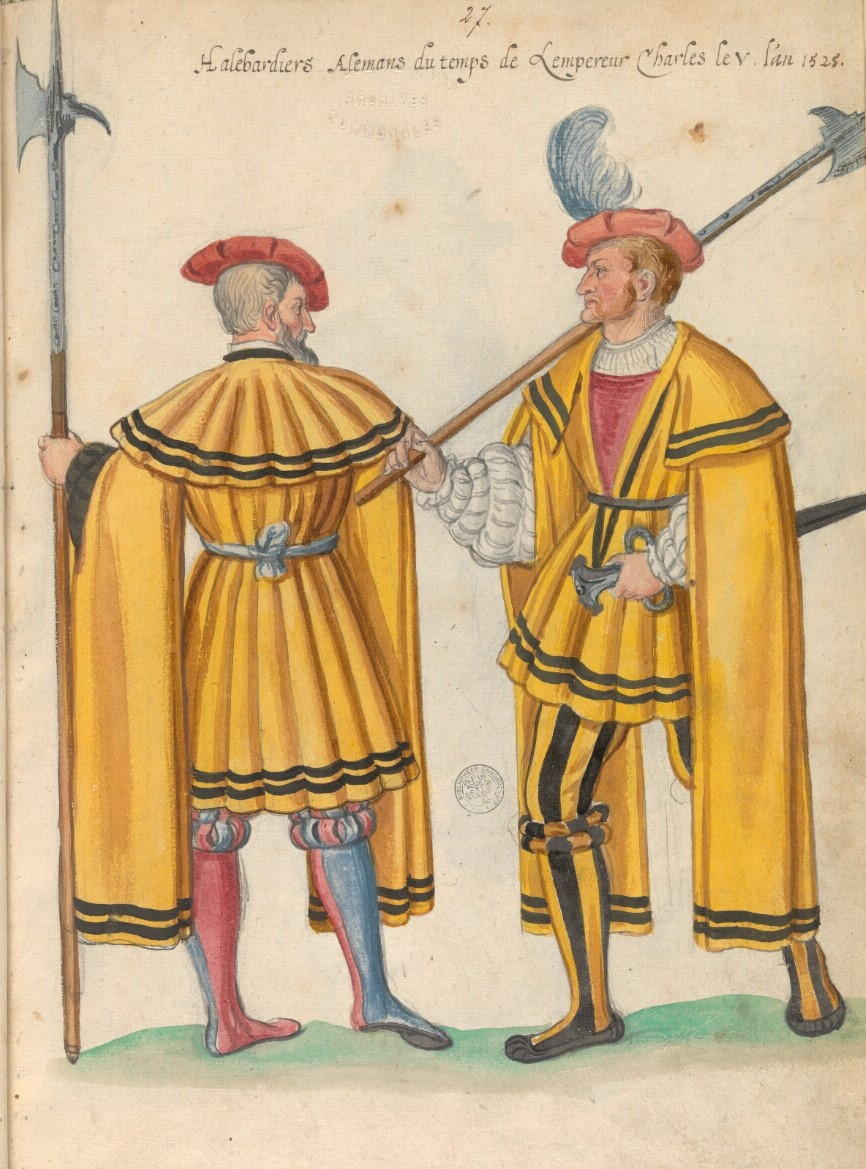
Hellebaard afgebeeld in het kostuumboek "Théâtre de tous les peuples et nations de la terre avec leurs habits et ornemens divers, tant anciens que modernes, diligemment depeints au naturel". Gemaakt door Lucas d'Heere in de 2e helft van de 16e eeuw. Manuscript bewaard in de Universiteitsbibliotheek Gent.

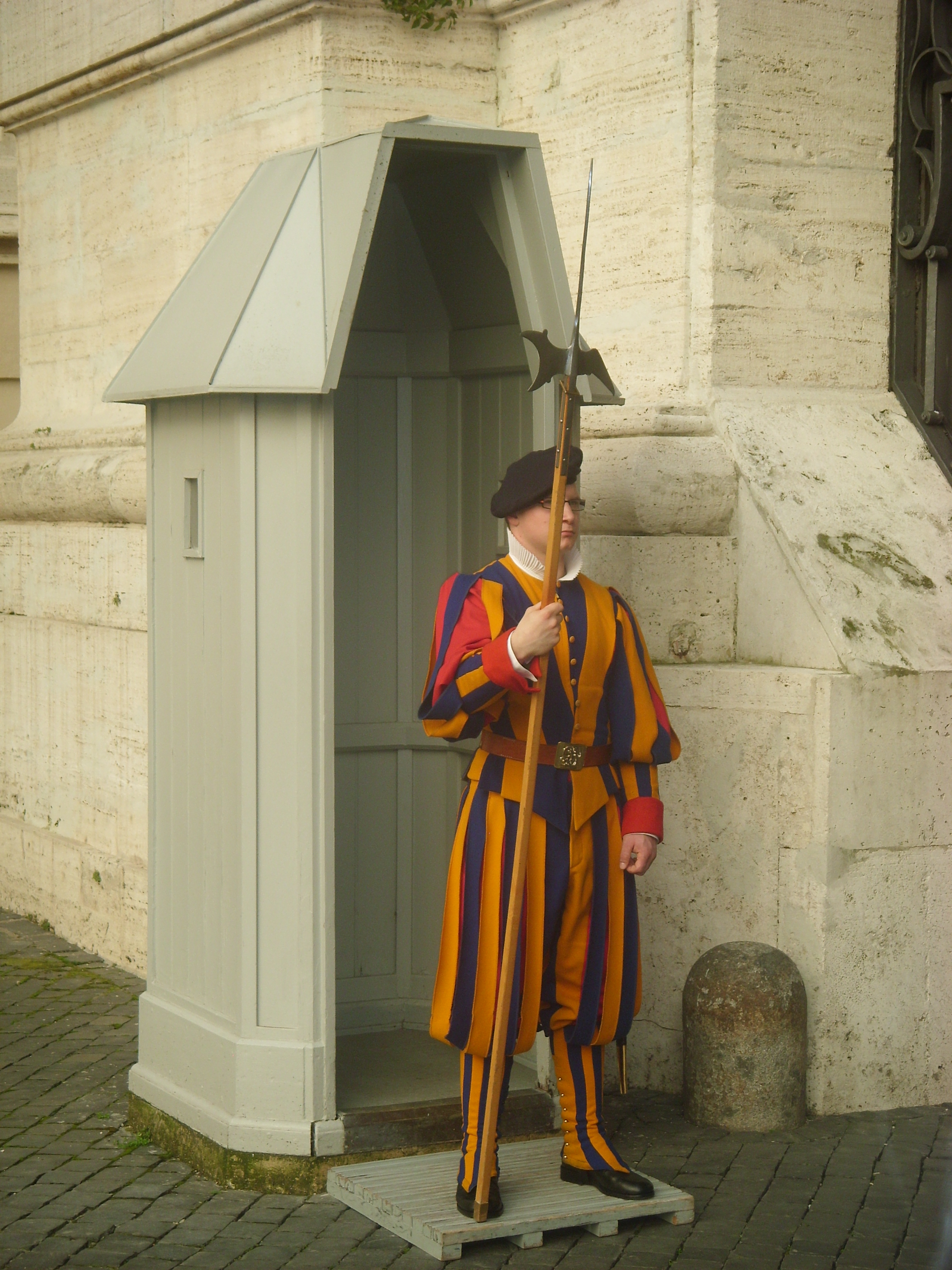
Uitrusting van de Zwitserse Garde in Vaticaanstad

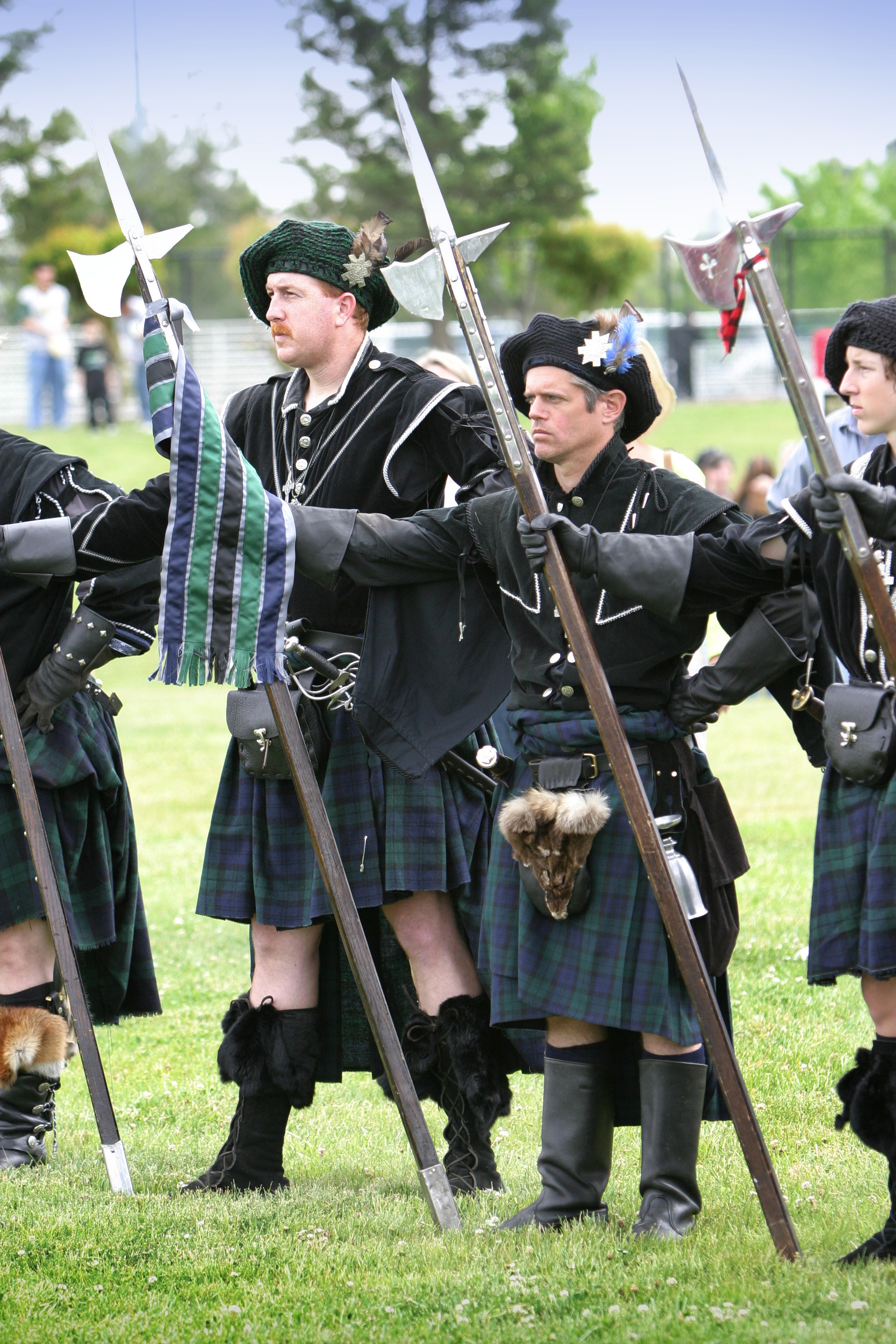
Hellebaardierkorps uit Schotland

Een hellebaard is een houw- en stootwapen uit de Middeleeuwen dat bestaat uit een lange houten stok met een ijzeren punt, en daaronder, tegenover elkaar geplaatst, een bijl en een haak. Een soldaat die bewapend is met een hellebaard wordt een hellebaardier genoemd.
Naast de symbolische waarde in ceremonies en traditionele klederdracht en uniformen heeft de hellebaard recentelijk weer zijn plaats veroverd in het historisch schermen of Historische Europese Krijgskunsten
Het woord 'hellebaard' is afkomstig van het woord helm, wat steel betekent, en het Middelnederlandse woord ba(e)rde, wat bijl betekent. Samengevoegd betekent hellebaard dus eigenlijk 'steelbijl'.

## Voorloper
Aan het einde van het neolithicum tot in de vroege bronstijd werd ook een voorwerp gebruikt dat een hellebaard wordt genoemd. Een ander woord voor deze "hellebaard" is stafdolk, naar het Duitse woord Stabdolche. Dit was een koperen of bronzen driehoek, die met behulp van klinknagels haaks aan een lange houten steel werd bevestigd. Waarschijnlijk had dit voorwerp een symbolische betekenis en werd het niet gebruikt als wapen, omdat deze stafdolken uitermate breekbaar waren. Er zijn diverse depotvondsten van deze stafdolken gevonden, zoals de Stafdolken van Melz.
Deze op een hellebaard gelijkende voorwerpen komen na de bronstijd niet meer voor. Er is geen verband met de middeleeuwse hellebaard.

## Middeleeuwen
Veel middeleeuwse wapens (bijl, zwaard, dolk) reikten niet hoog genoeg om een ernstige bedreiging voor een man te paard te vormen. Al in de dertiende eeuw worden stokwapens opgenomen in de algemene bewapening der voetsoldaten. Onder stokwapens worden de op lange houten stokken of schachten gemonteerde wapens verstaan, die hoofdzakelijk om te houwen worden gebruikt, maar steken kan men er ook mee. Het bekendste stokwapen is de hellebaard. In de dertiende eeuw wordt gestreefd naar een gecombineerd houw- en stootwapen. Aanvankelijk is de strijdbijl nog in de hellebaard te herkennen. In de veertiende eeuw wordt een sterke haak aan de rugzijde geplaatst die er onder andere voor dient om ruiters van hun paard te trekken of hun wapenrustingen te doorboren. Hierdoor werden de voetsoldaten tot geduchte en in vele gevallen zelfs superieure tegenstanders van de ruiters.
Dat de hellebaard een effectief wapen is blijkt wel uit beschrijvingen die melden dat "ros unde man diu beide" (man en paard werden beiden) doorkliefd. De verwondingen die met dit wapen kunnen worden toegebracht zijn erg groot. Een goed geoefende infanterist bouwt bij een flinke zwaai met de lange stok een behoorlijke kinetische energie op. Bij een treffen met de bijlzijde zal deze vaak dwars door een harnas heen gaan. De haakkant daarentegen is bijzonder effectief tegen de paarden zelf. Hiermee kon relatief makkelijk de achillespees net boven de hoef geraakt worden, waardoor het paard met de ruiter ten val kwam. De hellebaard was een vast onderdeel van de bewapening van voetvolk tot de opkomst van de eerste vuurwapens. Daarna bleef het bij sommige regimenten in gebruik als een archaïsch sierwapen dat bij parades nog meegedragen wordt. Het maakt deel uit van de uitrusting van de Zwitserse Garde in Vaticaanstad.

## Symboliek
- In de christelijke iconografie is de hellebaard het attribuut van de apostel Judas Taddeüs.[4]
- De boeren van een kaartspel worden vaak met een hellebaard afgebeeld.